# Silvia Grünberger

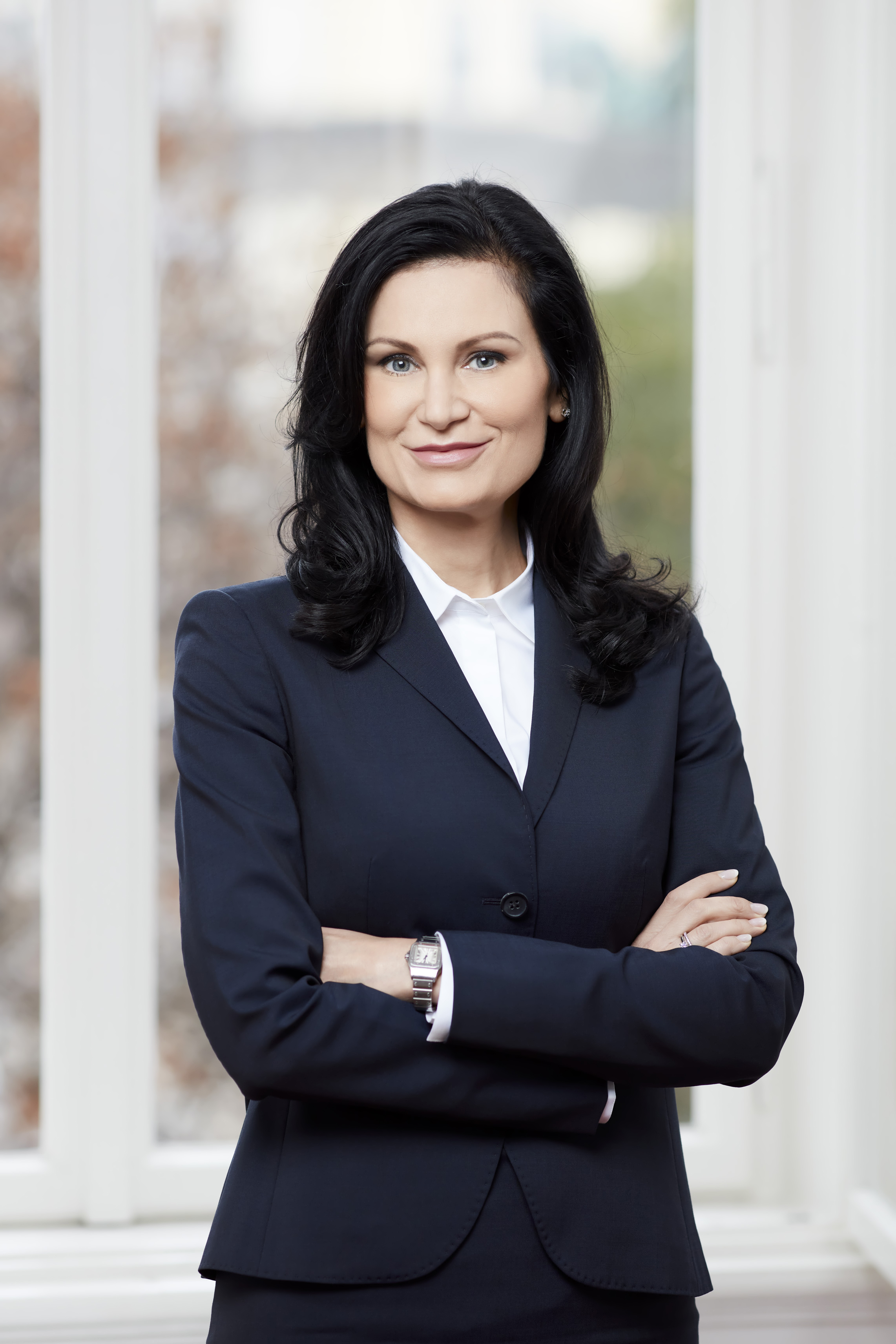
Silvia Grünberger (2020)

Silvia Grünberger (geb. Fuhrmann; * 3. Juli 1981 in Eisenstadt) ist eine ehemalige österreichische Politikerin (ÖVP) und heutige Beraterin für PR, Public Affairs und Lobbying. Sie gehörte von 2002 bis 2013 dem österreichischen Parlament als Nationalratsabgeordnete an.

## Frühe Jahre und Ausbildung
Grünberger wuchs in Weiden am See im Burgenland auf und maturierte 1999 im Oberstufenrealgymnasium Theresianum Eisenstadt. Sie studierte Psychologie, Publizistik und Kommunikationswissenschaft an der Universität Wien und erhielt 2009 den akademischen Grad der Magistra der Philosophie. Von 2011 bis 2013 absolvierte sie einen Professional MBA Human Resource Management an der Donau-Universität Krems. Grünberger ist außerdem diplomierte Lebens- und Sozialberaterin, NLP-Trainerin, Service Designerin und Absolventin des Führungskräfte- und Aufsichtsrätinnen-Programms Zukunft.Frauen von Wirtschaftsministerium, Industriellenvereinigung und Wirtschaftskammer Österreich.
Für die Funktionsperiode 2023 bis 2028 wurde sie Mitglied des Universitätsrates der Universität Mozarteum Salzburg.

## Politische Tätigkeit

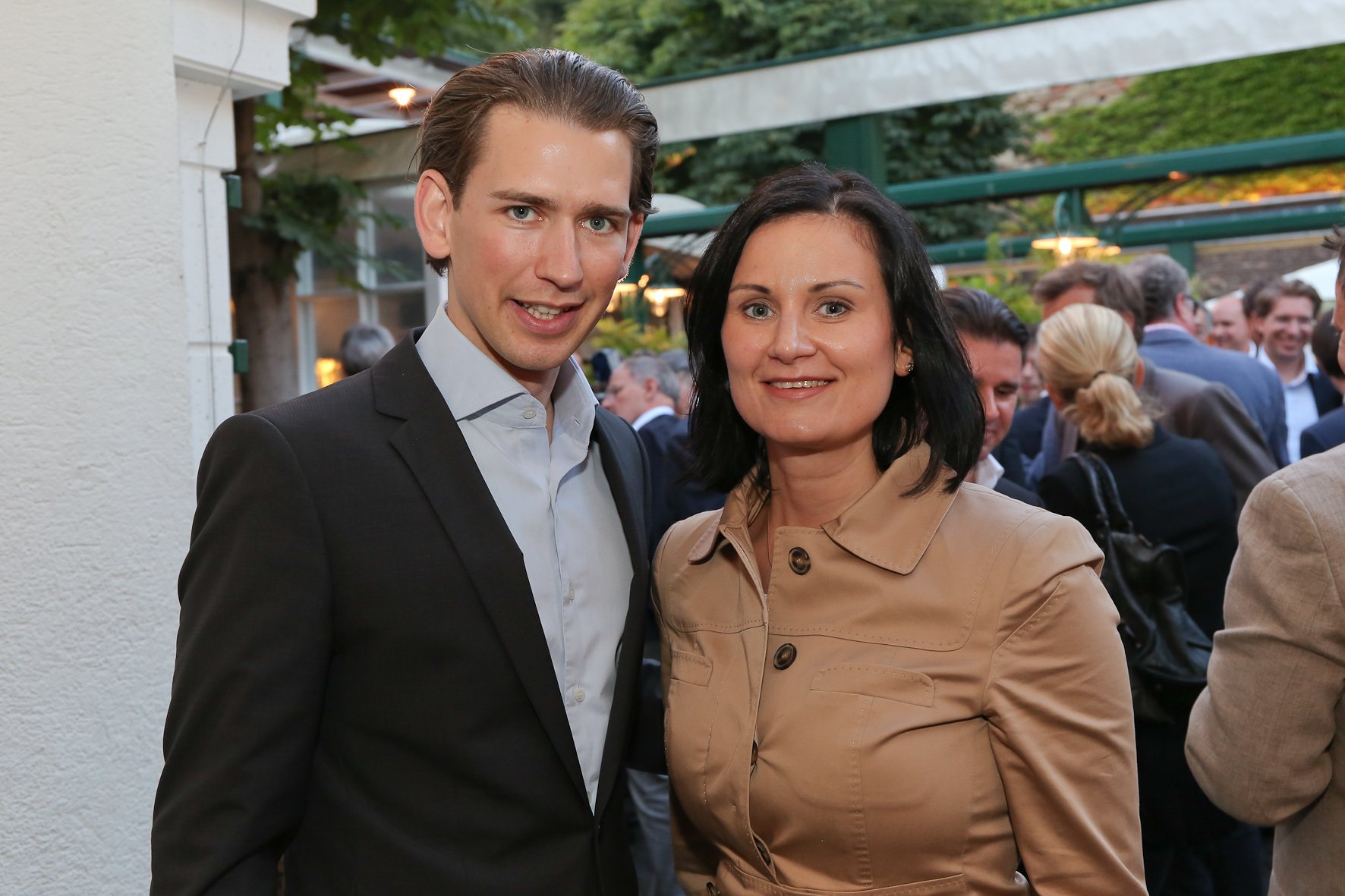
Silvia Grünberger mit Sebastian Kurz (2014)

Ihre erste politische Erfahrung sammelte Grünberger bereits in der Oberstufe. Als Schulsprecherin engagierte sie sich auch in der Landes- und Bundesschülervertretung. Sie wurde Landesobfrau der Burgenländischen Schülerunion sowie Bundesobfrau der Österreichischen Schülerunion, wo sie sich vor allem für ein Modulsystem in der AHS-Oberstufe und für die Politische Bildung an Schulen starkmachte.
Über die Schulpolitik kam Grünberger zur Jungen ÖVP Burgenland. Sie wurde zunächst Mitglied und später Finanzreferentin im Vorstand. 1999 wurde sie Bundessekretärin der Jungen ÖVP und im Oktober 2001 zur Bundesobfrau gewählt (mit 91 % der Delegiertenstimmen). In ihrer Funktion bestätigt wurde sie erstmals im Oktober 2004 (64,7 %, ein Gegenkandidat) und erneut Ende September 2007 (53,4 %, kein offizieller Gegenkandidat). Mit 4. Mai 2009 übergab sie ihre Funktion als Bundesobfrau der Jungen ÖVP an Sebastian Kurz. Bei der Nationalratswahl im November 2002 kandidierte sie erstmals als Jugendvertreterin der ÖVP im Team von Wolfgang Schüssel und wurde mit 21 Jahren zur damals jüngsten Abgeordneten ins Hohe Haus gewählt. Bei der Nationalratswahl 2006 wurde sie wieder in den Nationalrat gewählt und fungierte bis September 2013 auch als Jugend- und Kultursprecherin im ÖVP-Parlamentsklub.
Am 18. Juni 2013 erklärte Grünberger, dass sie in die Privatwirtschaft wechseln und damit ihre politische Karriere beenden werde.

### Kontroverse
In Österreich wurde sie einer größeren Öffentlichkeit im Februar 2004 bekannt, als sie im Rahmen einer Diskussion, in der es um mögliche Kürzungen von Pensionen um etwa 10 Euro pro Monat ging, bemerkte: „Um 10 Euro kann man beim BILLA gerade drei Wurstsemmeln kaufen.“ Diese Bemerkung löste in der Öffentlichkeit Empörung aus, es gab sogar Kritik aus den eigenen Reihen und die damaligen Oppositionsparteien SPÖ und Grüne bezeichneten sie als einen Beweis dafür, wie „abgehoben und weltfremd“ Grünberger sei. Grünberger sagte im Mai 2009 darüber, dass diese Aussage als Metapher gemeint war. Anlass für die Diskussion war eine Aktion des Landeshauptmanns von Kärnten, Jörg Haider, der an Pensionisten gönnerhaft Zehneuroscheine verteilt hatte, was bei der jungen Generation als großer Affront angesehen wurde.
Innerhalb der Jungen Volkspartei wurde Grünberger bei ihrer dritten Kandidatur im Hintergrund von ihrem ehemaligen steirischen Nationalratskollegen Thomas Einwallner stark angegriffen. Einwallner selbst musste den Nationalrat verlassen, hegte aber Ambitionen zur Rückkehr über die Junge ÖVP und trat deshalb eine Kampagne gegen Grünberger und ihren Führungsstil (der t. w. als „eigenwillig“ bzw. „autoritär“ kritisiert wurde) los. Ihrem Rücktritt waren daher längere interne Diskussionen vorausgegangen.

## Unternehmerin
Mit 1. Oktober 2013 wechselte Grünberger in die Privatwirtschaft und wurde Geschäftsführerin der Agentur Rosam Change Communications des PR-Beraters Wolfgang Rosam. Im September 2016 wurde Grünberger Managing Partnerin und übernahm 25,1 Prozent der Anteile der Agentur, die seitdem unter Rosam.Grünberger | Change Communications firmiert. Anfang 2022 haben die Agentureigentümer Silvia Grünberger und Wolfgang Rosam als weitere Partner Gerhard Jarosch sowie Martin Himmelbauer an Bord geholt und den Schwerpunkt Litigation-PR neu implementiert. Einhergehend mit der neuen Partnerstruktur wurde die Agentur umbenannt und firmiert nun unter Rosam.Grünberger.Jarosch & Partner GmbH. Die Agentur gehört zu den drei führenden PR- und Lobbyingagenturen in Österreich. Grünberger berät Kunden bei der strategischen Positionierung in Wirtschaft, Politik und Medien. Sie begleitete u. a. den medienwirksamen HETA-Prozess und arbeitete am Zustandekommen der Einigung zwischen der Republik Österreich und den HETA-Gläubigern mit.
Grünberger initiierte außerdem das europäische Netzwerk für Krisenkommunikation CCNE, dem neben ROSAM.GRÜNBERGER | Change Communications acht weitere inhabergeführte Kommunikationsagenturen aus Deutschland, den Niederlanden, Italien, Großbritannien, Irland, Dänemark, Spanien und Belgien angehören.

## Mitgliedschaften und Ehrungen
- Seit Dezember 2022 ist Silvia Grünberger Mitglied des Universitätsrats der Universität Mozarteum Salzburg.[14]
- Seit 2016 ist Grünberger Mitglied des Advisory Boards der Danube Business School.[15]
- Für die Verdienste um die Republik wurde Silvia Grünberger 2013 von Bundespräsidenten Heinz Fischer das Große Goldene Ehrenzeichen verliehen.